# Franco Cacioni
Franco Cacioni (nascido em 6 de janeiro de 1933) é um ex-ciclista de estrada venezuelano, natural da Itália. Foi um dos atletas que representou a Venezuela nos Jogos Olímpicos de Melbourne 1956, em três provas do ciclismo.